# McGill Ditch (Idaho)
Der McGill Ditch ist ein Kanal im Bonneville County, im US-Bundesstaat Idaho, in den Vereinigten Staaten.
Die nächstgelegenen Ortschaften sind unter anderem Ammon, Beachs Corner und Ammon.